# Hubert Feiglstorfer
Hubert Feiglstorfer (geboren 1967 in Steyr) ist österreichischer Architekt, Hochschullehrer und wissenschaftlicher Mitarbeiter am Institut für Sozialanthropologie der Österreichischen Akademie der Wissenschaften. In der Forschung verfolgt er einen interdisziplinären Ansatz bei der Anwendung technischer, materieller und ethnographischer Forschungsmethoden und arbeitet an der Schnittstelle von Bautechnik, Architekturgeschichte, Architekturanthropologie und materieller Kultur. 

## Leben
Feiglstorfer legte 1986 in Amstetten die Matura ab, studierte Architektur an der TU Wien und war 1993 Architekturstudent an der McGill University in Montreal (Kanada). Nach dem Diplom in Architektur 1995 an der TU Wien begann er seine Tätigkeit als Architekt, spezialisiert auf Planung und Ausführung von Bauarbeiten, und betrieb Feldforschung in mehreren europäischen und asiatischen Ländern.
Seit 2001 als wissenschaftlicher Mitarbeiter an der Universität Graz, Institut für Architekturtechnologie (Baukunst), arbeitete er 2002 an der Gebäudeerhebung und Dokumentation des Klosters Tabo im Himalaya mit. An der TU Wien begann er 2003 seine erste Doktorarbeit. Zwischen 2001 und 2003 war er für einen Zeitraum von 18 Monaten auf seiner ersten Langzeit-Expedition in süd- und zentralasiatischen Ländern mit Schwerpunkt Indien zum Zwecke weiterer Feldforschungen.
Seit 2005 ist Feiglstorfer Mitglied des Instituts für vergleichende Architekturforschung (IVA/ICRA) an der TU Wien. Zwischen 2005 und 2006 war er für einen Zeitraum von 18 Monaten auf seiner zweiten Langzeit-Expedition in süd- und zentralasiatischen Ländern mit Schwerpunkt Indien zum Zwecke weiterer Feldforschungen.
An der Universität für Bodenkultur Wien (BOKU) begann er 2009 mit seiner zweiten Doktorarbeit, die er im Juni 2017 fertigstellte.
Seit 2010 ist Hubert Feiglstorfer wissenschaftlicher Mitarbeiter in mehreren Projekten am Institut für Sozialanthropologie der Österreichischen Akademie der Wissenschaften. Für das FWF-Projekt „Macht und Religion im vormodernen Westtibet“ befand er sich auf einer zweimonatigen Expedition in Westtibet und Westchina (Xinxiang).
2011 promovierte er in Architekturgeschichte und Bauforschung an der TU Wien, gründete „AHDF-Architectural Heritage, Development and Future“ und unternahm eine zweimonatige Expedition nach Ladakh und Kaschmir.
Von 2012 bis 2024 lehrte Feiglstorfer am Institut für Kunstgeschichte, Baugeschichte und Bauforschung. 2012 wurde er Mitglied von ICOMOS Austria sowie des International Scientific Committee on Earthen Architectural Heritage (ISCEAH / ICOMOS). Seit 2013 ist er wissenschaftlicher Mitarbeiter im FWF-Projekt „Die Hügelgräber von Zentraltibet“ am Institut für Sozialanthropologie der Österreichischen Akademie der Wissenschaften.
Eine Expedition führte ihn 2014 für einen Monat neuerlich nach Tibet und er hielt Vorlesungen zum Thema „Einführung in die Architektur und Baugeschichte“ an der Masaryk-Universität in Brünn. Als Leiter eines sechsmonatigen Projektes am Institut für Sozialanthropologie der Österreichischen Akademie der Wissenschaften in Zusammenarbeit mit dem Institut für Angewandte Geologie der BOKU Wien befasste er sich mit der Untersuchung von Tonmineralen in Bezug auf Lehmverarbeitungs- und Lehmbautechniken.
Seit 2015 hat Hubert Feiglstorfer einen Lehrauftrag am Institut für Angewandte Geologie der BOKU Wien und seit 2017 am Institut für Hochbau an der TU Wien.
2017 promovierte er am Institut für Angewandte Geologie an der BOKU Wien. Seit 2017 hat Hubert Feiglstorfer einen Lehrauftrag zu vernakulärer Architektur an der TU Wien. Er ist wissenschaftlicher Mitarbeiter im FWF-geförderten Projekt „Die Hügelgräber von Zentraltibet-Teil 2“ am Institut für Sozialanthropologie der Österreichischen Akademie der Wissenschaften, sowie wissenschaftlicher Mitarbeiter in „Materialität und materielle Kultur in Tibet“, einem Projekt des Innovationsfonds „Forschung, Wissenschaft und Gesellschaft“ an der Österreichischen Akademie der Wissenschaften. 2017 war er Mitbegründer der Arbeitsgemeinschaft „ARGE Lehmbau BOKU“ am Institut für Angewandte Geologie an der Universität für Bodenkultur mit einem Schwerpunkt in Forschung und Lehre zu historischem Lehmbau in Österreich. Er ist im Rahmen des Citizen-Science-Projektes „Lehmbau im Weinviertel“ in die Dokumentation von historischen Lehmbautechniken eingebunden. Seit 2018 ist als ein Forschungsergebnis dieses Projektes eine PPGIS-Computer-Applikation zur GIS-basierten Lehmbau-Datenerfassung öffentlich zugänglich. Seit 2018 ist er als Saxophonist Mitglied in der Bigband Mo19.
2019 habilitierte er an der TU Wien im Fach „Vernakuläre Architektur“. 2019 wurde er Mitglied des International Committee for Vernacular Architecture (CIAV / ICOMOS).
Seit 2020 unterrichtet er an der TU Wien in den Fächern „Historischer Lehmbau in Österreich: Erhaltung, Sanierung und Bauen im Bestand“ und „Nachhaltiges Bauen mit nachwachsenden Rohstoffen: Lehmbaupraxis“.
Von 2020 bis 2022 leitete er an der ÖAW das Forschungsprojekt „Crafts and craft traditions in Tibetan architecture“ am Institut für Sozialanthropologie, gefördert vom Innovationsfonds „Forschung, Wissenschaft und Gesellschaft“ der Österreichischen Akademie der Wissenschaft.
2021 war er Kooperationspartner der Sushant University in Delhi/Indien im Projekt „Mud Futures“. Im Rahmen dieses Projekts organisiert er zum Thema “Mud Futures. Scaling Up” eine zweitägige internationale Konferenz, co-gehostet vom Institut für Sozialanthropologie der Österreichischen Akademie der Wissenschaften. 2021 und 2022 war er als Vortragender und Ausbildner im EUROVITA Pannonia - Interreg Projekt beteiligt. Als Mitglied von ARGE Lehmbau-BOKU, welche von 2021 bis 2023 Subauftragnehmerin des IBO-Forschungsprojektes „Clay to stay“ war, forscht er zur Ausweitung der Lehmanwendung im Bausektor durch Aufbau eines Prüfnetzwerks.
2022 wurde sein beim FWF eingereichtes vierjähriges Forschungsprojekt „Raumkonzepte und rituelle Topografie im westlichen Himalaya“ bewilligt. 2023 wurde sein fünfjähriges ERC-Forschungsprojekt “Climate and Contemporary Transformations of Vernacular Architecture - Interaction, Effects and Perspectives” bewilligt. 2024 wurde das Projekt „Lehmbau Beratung“ in Kooperation mit der ARGE Lehmbau ins Leben gerufen. Seit 2025 unterrichtet Feiglstorfer im Fach „Vernakuläre Architektur“ am Institut für Hochbau und Entwerfen an der TU Wien.

## Publikationen (Auswahl)
[PR] = peer reviewed; [R] = reviewed

### Bücher
- 2025. (In Print). (Editor) Building Craft Traditions in Tibetan and Himalayan Architecture, Hubert Feiglstorfer and Calum Blaikie (eds.), Vienna: Austrian Academy of Sciences Press. [PR]
- 2024. Nomads’ tents in Tibet and beyond: Dwelling and craft in sociotechnical context, co-author with Kristina Pfeifer and Tsering Drongshar, Vienna: Austrian Academy of Sciences Press, https://doi.org/10.1553/978OEAW93982. [PR]
- 2022. Material Aspects of Building and Craft Traditions. Spatial Programme - Building Material - Natural Environment. A Himalayan Case Study, Vienna: Austrian Academy of Sciences Press, doi:10.1553/978OEAW82184. [PR]
- 2021. (Editor) Freilichtmuseum Bad Tatzmannsdorf. Bautraditionen im Südburgenland, co-editor with Erich Lehner, Wien: IVA-ICRA Verlag. [R]
- 2019. Mineral Building Traditions in the Himalayas: the Mineralogical Impact on the Use of Clay as Building Material, Berlin, Boston: De Gruyter. [PR]
- 2018. (Editor). Earth Construction and Tradition. Volume 2, Vienna: IVA-ICRA Verlag. [R]
- 2016. (Editor). Earth Construction and Tradition. Volume 1, Vienna: IVA-ICRA Verlag. [R]

### Aufsätze
- (In Print). Monastery (Tibet), in: Encyclopedia of Vernacular Architecture of the World, ed. Marcel Vellinga, London: Bloomsbury. [R]
- (In Print). Defining a Centre and the Role of “the Environmental Space” with a focus on Western Himalayan spatial concepts. [PR]
- 2024. A Calendar Observatory in Tibet, Co-Autor mit Georg Zotti, Guntram Hazod und Martin Gamon, in: Proceedings of the 29th Conference of the European Society for Astronomy in Culture (SEAC) Timisoara 2022, Marc Frincu (Hg.), Timisoara: Editura Universităţii de Vest din Timişoara,123-136. [R]
- 2023. Upgrading the Vernacular. Eastern Austrian Perspectives, in: Folk / Vernacular Architecture: From the Traditions to the Future, eds. Dénes Nagy, Gizella Börcsök and Natália Suszter, Veszprém. 82-85. [R]
- 2023. Lehmbau: Der Einfluss von Lehm auf die vormoderne Baukultur in Ostösterreich [Earth building: The influence of earth on the premodern building culture in Eastern Austria], co-author with Roland Meingast und Franz Ottner, in: MEMO-Medieval and Early Modern Material Culture Online, doi:10.25536/20230602. [PR]
- 2022. Die vernakuläre Weinarchitektur Österreichs, in: Arbeitskreis für Hausforschung (Hg.) Jahrbuch für Hausforschung in Österreich, Band 4 (2022), 62-82. [R]
- 2022. A Citizen Science Approach to Build a Knowledge Base and Cadastre on Earth Buildings in the Weinviertel Region, Austria, co-author with Thomas Schauppenlehner, Renate Eder, Kim Ressar, Roland Meingast and Franz Ottner, in: TERRA EDUCATION III. Perspectives pour le développement de l’enseignement sur les architectures de terre: Actes des ateliers scientifiques internationaux, 4-5 juin 2018 – Grenoble, France | TERRA EDUCATION III. Perspectives for the development of education pn earthen architectures : Proceedings of the international scientific workshop, June 4-5, 2018 – Grenoble, France, eds. David Gandreau, Alix Hubert, Thierry Joffroy, and Bakonirina Rakotomamonjy, Villefontaine: CRAterre Éditions, 221 p. Coll. International Scientific Workshop, 2. ISBN 979-10-96446-40-7. [PR]
- 2022. Das Bauernhaus Pierreith in Ertl, Co-Autor mit Erich Lehner, in: 100 Jahre Gemeinde Ertl. Ein Heimatbuch, Gemeinde Ertl (Hrsg.), Ertl: Gemeinde Ertl, 269-284. [R]
- 2022. Die drei Bautechniken im Vergleich: (Pfosten)Bauten mit Flechtwerkwänden, (Pfosten)Bauten mit Wand (teilen) aus waagrechten Rundhölzern und Wuzelbautechnik für massive Lehmwände, in: Die Speichergruben der späturnenfelderzeitlichen Wallanlage von Stillfried an der March, Monika Griebl und Benedikt Biederer (Hrsg.), Wien: Verlag der Österreichischen Akademie der Wissenschaften, 123, Open Access: https://verlag.oeaw.ac.at/api/download/e-product/9783700187349_gesamt.pdf [PR]
- 2022. The impact of clay minerals on the building technology of vernacular earthen architecture, co-author with Franz Ottner, in: Heritage 2022 (5), 378-401, doi:10.3390/heritage5010022. [PR]
- 2022. Wuzelbautechnik für massive Lehmwände, Co-Autor mit Roland Meingast, in: Die Speichergruben der späturnenfelderzeitlichen Wallanlage von Stillfried an der March, Monika Griebl und Benedikt Biederer (Hrsg.), Wien: Verlag der Österreichischen Akademie der Wissenschaften, 118f., Open Access: https://verlag.oeaw.ac.at/api/download/e-product/9783700187349_gesamt.pdf [PR]
- 2021. Traditionelles Bauen im Freilichtmuseum Bad Tatzmannsdorf [Building traditions in the Bad Tatzmannsdorf open air museum], in: Freilichtmuseum Bad Tatzmannsdorf. Bautraditionen im Südburgenland, Erich Lehner and Hubert Feiglstorfer (Hrsg.), Wien: IVA-ICRA Verlag, 46–58. [R]
- 2021. On the Architecture of the Buddhist Temple Complex of Nyarma, in: Early West Tibetan Buddhist Monuments: Architecture, Art, History and Texts, eds. Christian Jahoda and Christiane Kalantari, Vienna: Austrian Academy of Sciences Press, 225–258, doi:10.1553/978OEAW87776. [PR]
- 2021. Material culture in the Western Himalayas: 'Mandalic' settlement patterns and material components of the material space, in: Practising Community in Urban and Rural Eurasia (1000–1600): Comparative and Interdisciplinary Perspectives, eds. Fabian Kümmeler, Judit Majorossy and Erik Hovden, Leiden: Koninklijke Brill NV, 149-182. [PR]
- 2021. Vom Speichern und Lagern. Speicherbauten im Südburgenland [About storing. Storage buildings in Southern Burgenland], in: Geschichten von Häusern und Menschen, ed. Museumsverein Oberschützen, Sonderausgabe Oberschützer Museumsblätter, Oberschützen: Museumsverein Oberschützen, 14-19. [R]
- 2021. A Citizen Science Approach to Build a Knowledge Base and Cadastre on Earth Buildings in the Weinviertel Region, Austria, co-author with Thomas Schauppenlehner, Renate Eder, Kim Ressar, Roland Meingast and Franz Ottner, in: Heritage 2021, 4(1), 125-139, doi:10.3390/heritage4010007. [PR]
- 2020. Straw in Clay Bricks and Plasters – Can We Use Its Molecular Decay for Dating Purposes?, co-author with Johannes Tintner, Kimberly Roth, Franz Ottner, Zuzana Syrová-Anýžová, Ivana Žabičková, Karin Wriessnig and Roland Meingast, in: Molecules 2020, 25(6), 1-9, doi:10.3390/molecules25061419. [PR]
- 2020. Lehmbaubestand in Kellergassen, in: Kulturlandschaft der Kellergassen. Erforschung Schutz Erhaltung, ed. Gerold Eßer, Horn, Wien: Verlag Berger, 107–113. [R]
- 2019. Lehm und Lehmbau in Weinviertler Kellergassen, co-author with Roland Meingast and Franz Ottner, in: Österreichische Zeitschrift für Kunst und Denkmalpflege 3-4, 2019, Bundesdenkmalamt (ed.), Horn, Wien: Verlag Berger, 153–165. [R]
- 2019. Historischer Baubestand und Klimaschutz, co-author with Roland Meingast, in: Denkmalpflege in Niederösterreich 61/2019, Denkmalpflege und Nachhaltigkeit, 16–20. [R]
- 2018. Notes on the architecture of burial mounds in Central Tibet, in: Tibetan Genealogies. Papers in Memory of Tsering Gyalpo. Historical and Philological Studies of China’s Western Regions, eds. Guntram Hazod and Shen Weirong, Renmin University Beijing, 107–151. [PR]
- 2018. History of earth building in Eastern Austria, co-author with Roland Meingast, in: Earth Construction and Tradition, Volume 2, ed. Hubert Feiglstorfer, Vienna: IVA-ICRA Verlag, 21–83. [R]
- 2018. Remarks on Himalayan earth roof constructions, in: Earth Construction and Tradition, Volume 2, ed. Hubert Feiglstorfer, Vienna: IVA-ICRA Verlag, 189–203. [R]
- 2017. A reconstruction of the monastery of Khorchag – The Lhakhang Chenmo, in: Interaction in the Himalayas and Central Asia. Proceedings of Transfer, Translation and Transformation in Art, Archaeology, Religion and Polity, Colloque International de la Seechac, Vienna, 25–27 November 2013, eds. Eva Allinger, Frantz Grenet, Christian Jahoda, Maria-Katharina Lang and Anne Vergati, Vienna: Austrian Academy of Sciences Press, 275–306. [PR]
- 2015. (Editor). Architecture and Conservation, PIATS 2013: Proceedings of the 13th Seminar of the International Association for Tibetan Studies (IATS), Ulaanbaatar 2013, Panel 2 “Architecture and Conservation”, July 26, 2013, ed. Hubert Feiglstorfer, printed version: JCCS-a. Journal of Comparative Cultural Studies in Architecture, 2015(8), online: http://www.jccs-a.org/issue-08-2015/. [PR]
- 2015. (Unpublished paper) The Burial Mounds of Central Tibet. Layout–Construction–Material, (ISA/ÖAW) Institute for Social Anthropology at the Austrian Academy of Sciences, online: Die Hügelgräber von Zentraltibet (Memento vom 21. April 2016 im Internet Archive). [R]
- 2014. Revealing traditions in earthen architecture: Analysis of earthen building material and traditional constructions in the Western Himalayas, in: Art and Architecture in Ladakh. Cross-Cultural Transmissions in the Himalayas and Karakorum, eds. Erberto Lo Bue and John Bray, Leiden, Boston: Brill, 364–388. [PR]
- 2013. Comparative study on early Javanese Buddhist architecture in the late 8th/early 9th century AD: Candi Sewu in Central Java – Somapura vihāra at Pāhārpur in East India – Samye monastery in Central Tibet, in: Insular Diversity: Architecture – Culture – Identity in Indonesia, proceedings of the symposium “Insular Diversity: Architecture – Culture – Identity in Indonesia”, eds. Erich Lehner, Irene Doubrawa and Ikaputra, May 2011, University of Technology, Vienna: IVA-ICRA Verlag, 35–56. [R]
- 2012. Architecture and layout of Khorchag monastery, in: འཁོར་ཆགས། / Khorchag / 廓迦寺文史大观. Kuojia Monastery: An Overview of its History and Culture, series: Studies and Materials on Historical Western Tibet, Volume I, eds. Tsering Gyalpo and Christian Jahoda, Lhasa: Bod ljongs bod yig dpe rnying dpe skrun khang [Old Tibetan Books Publishing House], 82–87. [PR]
- 2011. Buddhistische Sakralarchitektur im Westhimalaja. 10tes bis 14tes Jahrhundert. Bebauungsstrukturen, Bautypologien und Proportionssysteme, doctoral thesis, University of Technology, Vienna. [R]
- 2009. On the origin of early Tibetan Buddhist architecture, in: Along the Great Wall. Architecture and Identity in China and Mongolia, proceedings of the symposium “Along the Great Wall. Architecture and Identity in China and Mongolia”, eds. Erich Lehner and Alexandra Harrer, May 2009, University of Technology, Vienna: IVA-ICRA Verlag, 119–136. [R]
- 2008. Die Entwicklung der Buddhistischen Architektur in der Mongolei, in: Traditional Mongolian Culture, Part I, 2008, Budapest, ed. Ágnes Birtalan, published by Szerkesztette, közzéteszi: Birtalan Ágnes, CD publication. [R]

### Filme
- 2016. Making of an arga roof, architectural and social anthropologic documentary film on a traditional Tibetan roof, 24 minutes (Youtube)[R]

## Belege
1. ↑  Hubert Feiglstorfer. In: IVA-ICRA. Abgerufen am 8. Juni 2025.
2. ↑  Gesellschaft, Macht und Religion im vormodernen Westtibet. Österreichischer Wissenschaftsfonds, abgerufen am 8. Juni 2025.
3. ↑  AHDF-Architectural Heritage and Development Fund. Hubert Feiglstorfer, archiviert vom Original am 3. Juli 2013; abgerufen am 8. Juni 2025 (amerikanisches Englisch).
4. ↑  ICOMOS ISCEAH. ISCEAH, International Scientific Committee on Earthen Architectural Heritage, 2025, abgerufen am 2. Dezember 2018 (amerikanisches Englisch).
5. ↑  Die Hügelgräber von Zentraltibet. Österreichischer Wissenscahftsfonds, abgerufen am 8. Juni 2025.
6. ↑  Burial Mounds of Central Tibet: home. Abgerufen am 2. Dezember 2018 (englisch).
7. ↑  Innovationsfonds Forschung, Wissenschaft und Gesellschaft. Archiviert vom Original (nicht mehr online verfügbar) am 2. Dezember 2018; abgerufen am 2. Dezember 2018.  Info: Der Archivlink wurde automatisch eingesetzt und noch nicht geprüft. Bitte prüfe Original- und Archivlink gemäß Anleitung und entferne dann diesen Hinweis.
8. ↑  ARGE Lehmbau – BOKU – Arbeitsgemeinschaft zu Lehmbau als kulturelles Erbe in Österreich mit den Zielsetzungen der Erhaltung, Fortbildung und Forschung. Institut für Angewandte Geologie (IAG), archiviert vom Original am 23. März 2025; abgerufen am 8. Juni 2025 (deutsch).
9. ↑  Lehmbau im Weinviertel – Citizen Science Projekt zu Lehmbau im Weinviertel. In: Institut für Landschaftsenwicklung, Erholungs- und Naturschutzplanung. Universität für Bodenkultur, Wien, archiviert vom Original am 10. Dezember 2024; abgerufen am 8. Juni 2025.
10. ↑  Bandmitglieder. In: www.mo19bigband.at. 28. Januar 2025, abgerufen am 8. Juni 2025.
11. ↑  Clay to stay. IBO – Österreichisches Institut für Baubiologie und -ökologie (Verein), abgerufen am 8. Juni 2025 (deutsch).
12. ↑  FWF Der Wissenschaftsfonds. Abgerufen am 11. Februar 2023.
13. ↑  Raumkonzepte und rituelle Topografie im westlichen Himalaya. Österreichischer Wissenschaftsfonds, abgerufen am 8. Juni 2025.
14. ↑  Bau-Beratung für Ihr Projekt mit Lehm. Abgerufen am 4. Februar 2024.

| Personendaten    | Personendaten                                  |
| ---------------- | ---------------------------------------------- |
| NAME             | Feiglstorfer, Hubert                           |
| KURZBESCHREIBUNG | österreichischer Architekt und Hochschullehrer |
| GEBURTSDATUM     | 1967                                           |
| GEBURTSORT       | Steyr                                          |